# Trường Đại học Công nghiệp Hà Nội
Trường Đại học Công nghiệp Hà Nội (tiếng Anh: Hanoi University of Industry, viết tắt: HaUI) là một trường đại học công lập, đa cấp, đa nghề, định hướng thực hành trực thuộc Bộ Công thương. Trường được nâng cấp lên đại học năm 2005 trên cơ sở Trường Cao đẳng Công nghiệp Hà Nội. Tiền thân của trường là hai trường do thực dân Pháp thành lập là Trường Chuyên nghiệp Hà Nội năm 1898, và Trường Chuyên nghiệp Hải Phòng năm 1913.

## Các mốc lịch sử
Giai đoạn 1898 - 1945

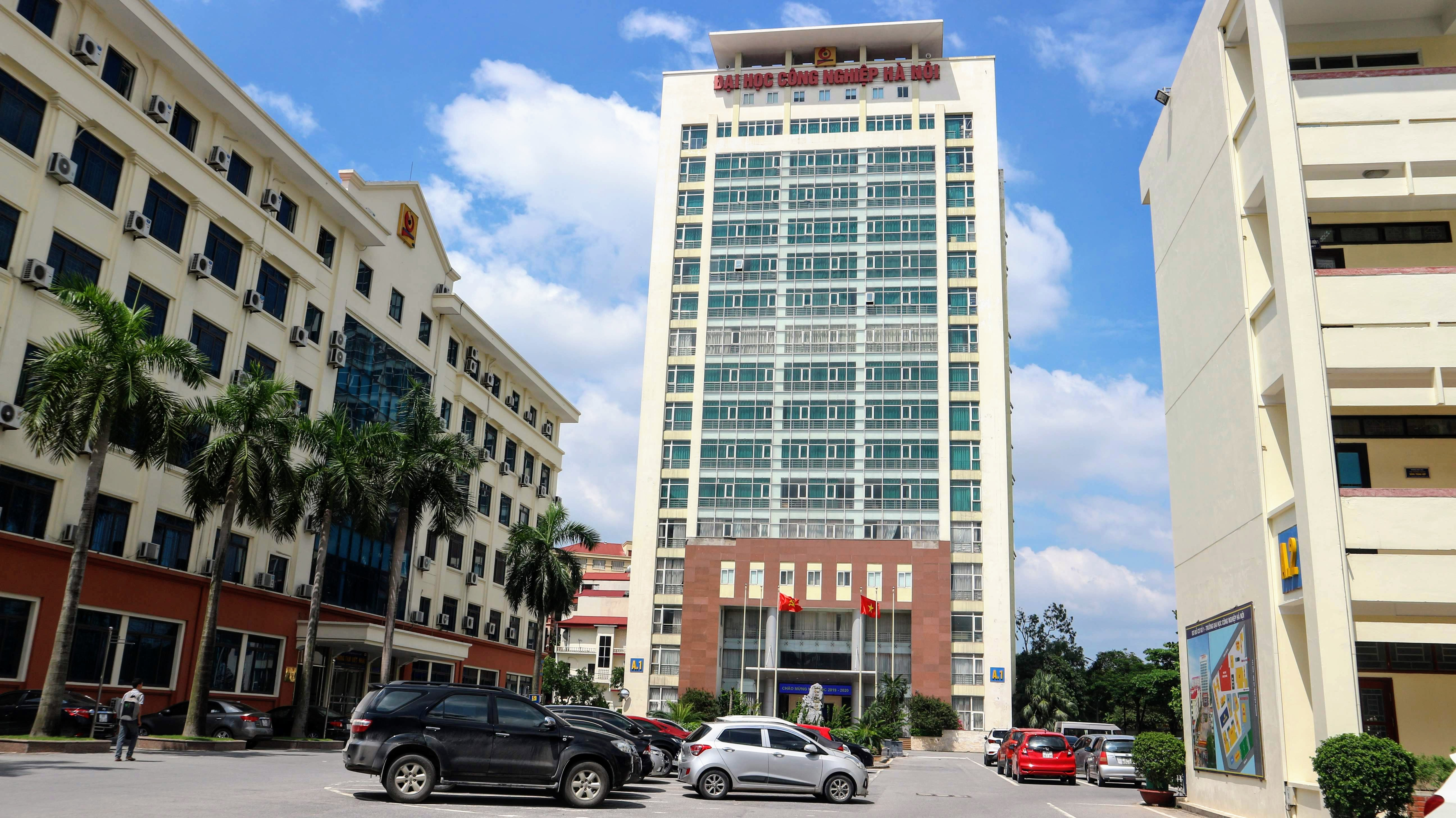
Mặt trước tòa nhà A1

- Ngày 10/8/1898 Trường Chuyên nghiệp Hà Nội được thành lập chiểu theo Quyết định của phòng Thương mại Hà Nội. Năm 1931 đổi tên thành Trường Kỹ nghệ Thực hành Hà Nội.
- Ngày 29/8/1913 Trường Chuyên nghiệp Hải phòng được thành lập theo Nghị định của Toàn quyền Đông Dương. Năm 1921 đổi tên thành Trường Kỹ nghệ Thực hành Hải Phòng.
Giai đoạn 1955 - 1997
- Ngày 15/02/1955 khai giảng khoá I Trường Kỹ thuật Trung cấp I tại địa điểm Trường Kỹ nghệ Thực hành Hà Nội cũ (2F Quang Trung).
- Năm 1956 khai giảng khoá I Trường Công Nhân Kỹ thuật I tại địa điểm trường Kỹ Nghệ thực Hành Hải Phòng cũ (Phố Máy Tơ Hải Phòng). Trong thời gian chiến tranh trường chuyển lên Bắc Giang.
- Năm 1962 Trường Kỹ thuật Trung cấp I đổi tên thành Trung cao cấp cơ điện Hà Nội. Năm 1966 đổi tên thành Trường Trung học Cơ khí I, năm 1993 lấy lại tên cũ là Trường Kỹ nghệ Thực hành Hà Nội. Trong thời gian chiến tranh trường chuyển lên Vĩnh Phúc.
- Năm 1986 Trường Công nhân Kỹ thuật I chuyển về xã Minh Khai, huyện Từ Liêm, Hà Nội.
- Năm 1991 Trường Kỹ nghệ Thực hành Hà Nội chuyển về xã Tây Tựu, huyện Từ Liêm, Hà Nội.
Giai đoạn 1997 - 2005
- Ngày 22/4/1997 Bộ Công nghiệp ra quyết định số 580/QĐ-TCCB sáp nhập 2 trường: Công nhân Kỹ thuật I và Kỹ nghệ Thực hành Hà Nội lấy tên là Trường Trung học Công nghiệp I.
- Ngày 28/5/1999 Quyết định số 126/ QĐ- TTG của Thủ tướng Chính phủ thành lập Trường Cao đẳng Công nghiệp Hà Nội trên cơ sở trường Trung học Công nghiệp I.
Giai đoạn 2005 - hiện tại
- Ngày 2/12/2005 Thủ tướng Chính phủ ký quyết định số 315/2005 QĐ/TTG thành lập Trường Đại học Công nghiệp Hà Nội.
-21/1/2022 thành lập trường Ngoại Ngữ - Du Lịch trực thuộc Trường Đại học Công nghiệp Hà Nội
- 2/8/2023 thành lập trường Cơ Khí Ô Tô trực thuộc Trường Đại học Công nghiệp Hà Nội

## Thành tích
- Huân chương Hồ Chí Minh
- Đơn vị anh hùng lao động thời kỳ đổi mới;
- 02 Huân chương độc lập hạng nhất;
- 01 Huân chương chiến công hạng nhất;
- 01 Huân chương độc lập hạng ba;
- 01 Huân chương chiến công hạng ba;
- 12 Huân chương lao động hạng nhất, nhì, ba; nhiều cờ thưởng và bằng khen của Chính phủ, các Bộ, ngành;

## Đội ngũ
- Trường hiện có hơn 1800 cán bộ, giáo viên, nhân viên, trong đó có 1451 giảng viên cơ hữu và hợp đồng dài hạn, trong đó trên 80% trình độ trên Đại học.
- Năm 2015, lần đầu tiên 3 giảng viên của Trường được Hội đồng chức danh Giáo sư Nhà nước công nhận đạt chuẩn chức danh phó giáo sư
- Năm 2016, Trường có thêm 7 giảng viên được công nhận đạt chuẩn chức danh phó giáo sư
- Năm 2018, thêm 8 nhà giáo được bổ nhiệm chức danh phó giáo sư;

## Cơ sở vật chất

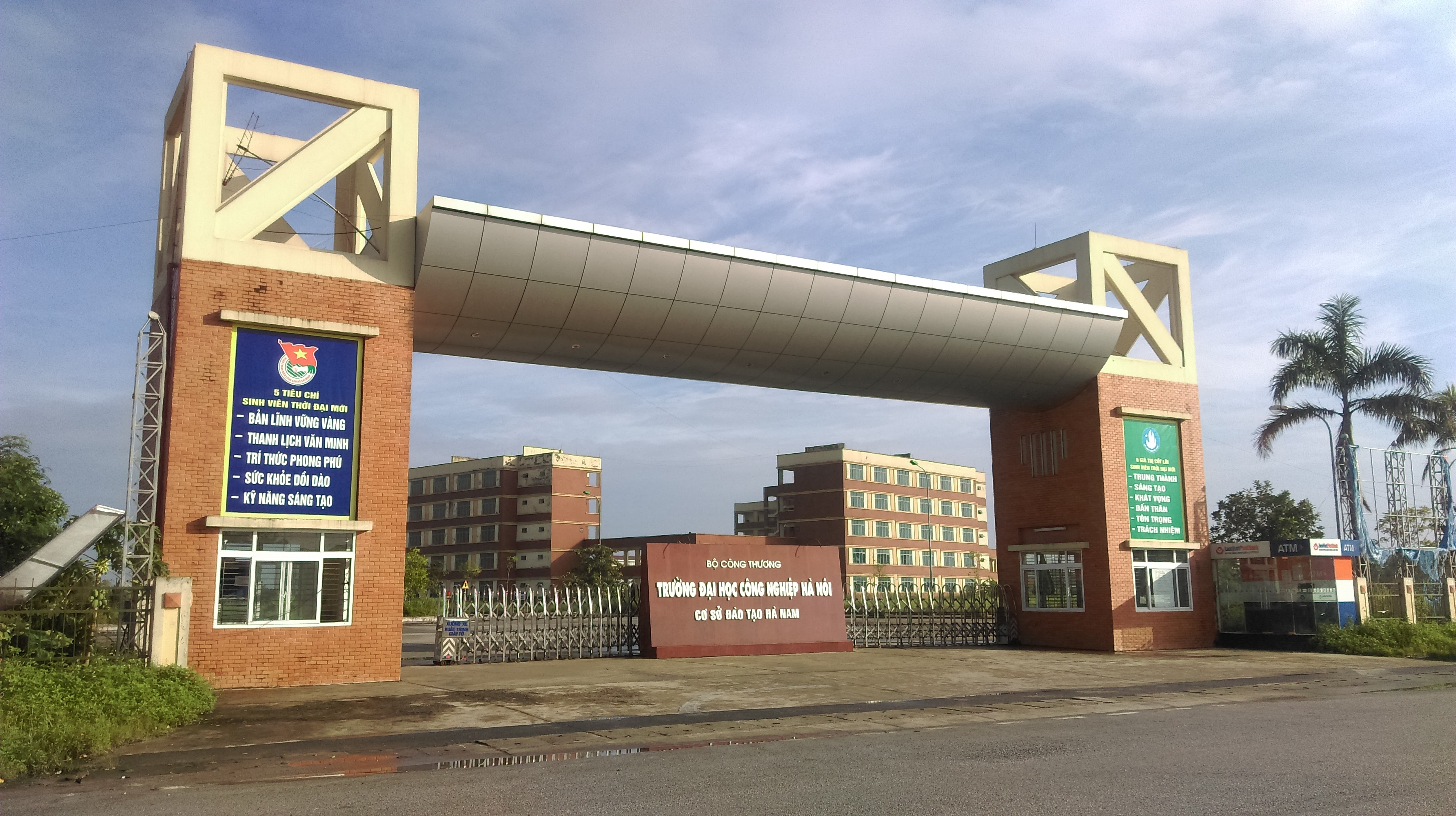
Cơ sở đào tạo Hà Nam

Hiện nay, Nhà trường có 2 cơ sở đào tạo ở Hà Nội và 1 cơ sở đào tạo ở Hà Nam với tổng diện tích gần 50 ha. 
- Cơ sở 1: Là cơ sở chính có tổng diện tích đất hơn 5 hecta nằm trên địa bàn phường Minh Khai, quận Bắc Từ Liêm, thành phố Hà Nội trên Quốc lộ 32 hướng Hà Nội đi Sơn Tây.
- Cơ sở 2: nằm trên trục đường tỉnh lộ 70A tại địa bàn phường Tây Tựu, quận Bắc Từ Liêm, thành phố Hà Nội cách cơ sở chính 3 km.
- Cơ sở 3: tại địa bàn phường Lê Hồng Phong, Thành phố Phủ Lý, tỉnh Hà Nam với tổng diện tích đất là 38,5 hecta.

## Giải thưởng trong các kỳ thi
- 03 SV của trường đã đạt huy chương vàng trong các kỳ thi kỹ năng nghề các nước ASEAN.
- 01 SV đạt Chứng chỉ nghề xuất sắc thế giới tổ chức tại Canada tháng 8 năm 2009.
- Đội Aligator giành ngôi Á quân vòng chung kết Robocon Việt Nam năm 2011.(Trần Ngọc Tuấn, Nguyễn Trọng Cường, Trần Trung Sơn, Nguyễn Việt Cương, Trần Thế Hiếu, Nguyễn Trung Hiếu, Đàm Thuận Hải)
- Đội ĐT03 giành ngôi Á quân Vòng chung kết Robocon Việt Nam năm 2007.
- Đội Fee 02 giành ngôi vô địch Vòng chung kết Robocon Việt Nam năm 2008.
- Đội CN ĐT04 đạt giải Ba tại cuộc thi Sáng tạo Robot Việt Nam 2015.
- Đội DCN - ĐT 02 giành ngôi vô địch Vòng chung kết Robocon Việt Nam năm 2023.

## Bê bối

### Thu tiền “chống trượt” đầu ra ngoại ngữ
- Năm 2018, xuất hiện thông tin sinh viên trường Đại học Công nghiệp Hà Nội phải đóng tiền chống trượt 1,9 triệu đồng/người để đạt chuẩn đầu ra môn tiếng Anh.[3][4] Nhà trường đã xác minh đúng là giảng viên của trường. Tuy nhiên, cô giáo có giải trình và nhận trách nhiệm về phát ngôn không chuẩn xác dẫn đến hiểu sai chủ trương của trường[5][6] Ngày 23/11/2018, đoàn thanh tra của Bộ Giáo dục và Đào tạo đã làm việc với Trường Đại học Công nghiệp Hà Nội để làm rõ vụ việc.[7][8][9][10]
- Việc thành lập các lớp bồi dưỡng nâng cao năng lực ngoại ngữ cho sinh viên không chuyên ngoại ngữ tại trường là sai quy định bởi Đề án, chương trình học bổ sung kiến thức chưa được Hiệu trưởng phê duyệt. Trưởng khoa Ngoại ngữ đã tự quyết định thành lập lớp, đưa ra mức thu không có cơ sở, thu tiền của sinh viên không có phiếu thu, khoản tiền đã thu được quản lý tại khoa Ngoại ngữ chưa nộp về nhà trường theo quy định và tự quyết định một số chi phí.[11][12][13] Theo đó, thay vì ôn luyện, các giảng viên đến từ khoa Ngoại ngữ sẽ tiến hành thu tiền rồi dạy sinh viên học thuộc lòng theo một bộ đề thi cho sẵn. Những sinh viên không tham gia khóa học sẽ phải thi riêng vào buổi chiều với đề thi được nhận xét là rất khó.[14][15]
- Những sinh viên đóng tiền chống trượt được biết trước đến 80% đề thi chính thức, học thuộc lòng đáp án, thậm chí được cả giảng viên nhắc bài trong phòng thi.[16][17]
- Theo kết luận của Thanh tra Bộ Công thương, Trưởng khoa Ngoại ngữ, trường ĐH Công nghiệp Hà Nội tự quyết định thành lập lớp, sử dụng danh nghĩa và cơ sở vật chất của Nhà trường, đưa ra mức thu không có cơ sở, thu tiền của sinh viên không có phiếu thu...[18][19][20]